# Румыния на зимних Олимпийских играх 1984
Румыния принимала участие в Зимних Олимпийских играх 1984 года в Сараеве (Югославия) в двенадцатый раз за свою историю. Сборную страны представляли 16 мужчин и 3 женщины, они соревновались в 6 видах спорта: 
- горнолыжный спорт
- биатлон
- бобслей
- лыжные гонки
- санный спорт
- конькобежный спорт.

Самым молодой участницей сборной была 16-летняя горнолыжница Лилиана Иким, самым старшим — 30-летний бобслеист Георге Ликсандру. 
Флаг Румынии на церемонии открытия Олимпийских игр нёс бобслеист Дорел Кристудор, который в этих Играх не участвовал, но на предыдущих занял 8 место, выступая в составе мужской четвёрки.

## Результаты

### Санный спорт
Мужчины
| Спортсмен    | Заезд 1 | Заезд 1   | Заезд 2 | Заезд 2   | Заезд 3 | Заезд 3   | Заезд 4 | Заезд 4   | Итог  | Итог      |
| Спортсмен    | Время   | Результат | Время   | Результат | Время   | Результат | Время   | Результат | Время | Результат |
| ------------ | ------- | --------- | ------- | --------- | ------- | --------- | ------- | --------- | ----- | --------- |
| Йоан Апостол | 46.388  | 7         | DSQ     | –         | –       | –         | –       | –         | DSQ   | –         |

Мужские двойки
| Спортсмен                      | Заезд 1 | Заезд 1   | Заезд 2 | Заезд 2   | Итог     | Итог      |
| Спортсмен                      | Время   | Результат | Время   | Результат | Время    | Результат |
| ------------------------------ | ------- | --------- | ------- | --------- | -------- | --------- |
| Йоан Апостол Лаурентиу Баланою | 42.918  | 11        | 42.742  | 10        | 1:25.660 | 11        |

Женщины
| Спортсмен     | Заезд 1 | Заезд 1   | Заезд 2 | Заезд 2   | Заезд 3 | Заезд 3   | Заезд 4 | Заезд 4   | Итог     | Итог      |
| Спортсмен     | Время   | Результат | Время   | Результат | Время   | Результат | Время   | Результат | Время    | Результат |
| ------------- | ------- | --------- | ------- | --------- | ------- | --------- | ------- | --------- | -------- | --------- |
| Габриэла Хажа | 42.710  | 11        | 43.553  | 19        | 42.668  | 13        | 42.509  | 13        | 2:51.440 | 14        |